# Micro-région d'Aba
La micro-région d'Aba (en hongrois : abai kistérség) est une micro-région statistique hongroise rassemblant plusieurs localités autour de Aba.